# NGC 5456
NGC 5456 é uma galáxia lenticular (S0) localizada na direcção da constelação de Boötes. Possui uma declinação de +11° 52' 18" e uma ascensão recta de 14 horas, 04 minutos e 58,8 segundos.
A galáxia NGC 5456 foi descoberta em 7 de Fevereiro de 1862 por Heinrich Louis d'Arrest.